# Austropusilla
Austropusilla é um gênero de gastrópodes pertencente a família Raphitomidae.

## Espécies
- Austropusilla hilum (Hedley, 1908)
- Austropusilla profundis Laseron, 1954
- Austropusilla simoniana Kilburn, 1974

Espécies trazidas para a sinonímia
- Subgênero Austropusilla (Metaclathurella) Shuto, 1983: sinônimo de Otitoma Jousseaume, 1898
- Austropusilla crokerensis Shuto, 1983: sinônimo de Otitoma crokerensis (Shuto, 1983) (combinação original)